# Израильско-северомакедонские отношения
Израильско-северомакедонские отношения — двусторонние политические отношения между Государством Израиль и Северной Македонией.
Отношения между двумя государствами близкие и дружественные.

## История
Оба государства установили дипломатические отношения 7 декабря 1995 года. Установление дип. отношений между Израилем и Северной Македонией произошло под временным комментарием ООН для Македонии — бывшая Югославская Республика Македония — однако Израиль позднее изменил свою позицию и признал Северную Македонию под её конституционным названием: Республика Македония, таким образом став одной из 133 стран мира, признававших Республику Македонию под тем названием, которая он сама для себя выбрала.
Обе страны являются правопреемниками Османской Империи.
8 августа 2017 года по просьбе правительства Республики Македонии в республику прибыла израильская команда спасателей из 22 человек, пожарных и полицейских для оказания помощи в борьбе с лесными пожарами. Из техники в Республику Македонию прибыли два пожарных самолёта полиции Израиля и два военных грузовых самолёта. Утром 11 августа команда спасателей вернулась в Израиль, совершив в Республике Македонии 42 вылета и проведя в воздухе около 40 часов.
4 сентября 2017 года глава израильского правительства Биньямин Нетаньяху встретился со своим коллегой Зораном Заевым в Иерусалиме. Обсуждалась угроза радикализма и возможность Республики Македонии перенять израильский опыт во многих областях.
После подписания Преспанского соглашения, Израиль стал первой страной (после Греции), которая стала официально употреблять новое имя бывшей югославской республики — Северная Македония.
В марте 2025 года при пожаре в ночном клубе в городе Кочани в Северной Македонии погибли не менее 59 человек и свыше 150 получили ранения. Глава израильского МИДа Гидеон Саар сообщил своему коллеге в Македонии об отправке израильской медицинской бригады в помощь пострадавшим.

## Евреи в Македонии
Существование евреев на территории Северной Македонии датируется античной историей.
Сегодня еврейская община Северной Македонии маленькая, но высоко уважаемая; она служит мостом связи между Македонией и Израилем. Она насчитывает примерно 200 человек, большинство из которых живут в столице страны Скопье, а также в городе Штип.
Еврейские организации Северной Македонии по разным случаям заявляли, что в Северной Македонии нет антисемитизма. После встречи с новым послом Израиля в Северной Македонии в конце 2009 года, они сказали ему, что Республика Македония, возможно, единственная страна, где антисемитизм не замечается, и что евреи в Северной Македонии чувствуют себя в безопасности, они живут в стране, которая любит евреев и имеет хорошие отношения с Израилем.
Еврейская община Северной Македонии имеет сильную связь с еврейской общиной Сербии и поддерживает длительные и близкие отношения с Американским еврейским комитетом.
В 2002 году Республика Македония стала одной из немногих стран, которая разрешила иски против еврейской собственности, у которой не оказалось наследников. Была принята резолюция которая разрешала иски, касательно еврейской общинной собственности.
Правительство Республики Македонии построило мемориальный центр Холокоста в столице Скопье, который является одним из крупнейших мемориальных центров посвященных Холокосту в мире. Израильское правительство высоко оценило подобный шаг и увековечивание памяти о Холокосте и свидетельствах еврейского присутствия в стране.

### Македонские евреи в Израиле
Небольшая община македонских евреев проживает в Израиле достаточно долго, особенно в районе Гуш-Дана и на севере страны.